# Colonia San Sebastián
Colonia San Sebastián är en ort i Mexiko.   Den ligger i kommunen Tlapa de Comonfort och delstaten Guerrero, i den sydöstra delen av landet, 220 km söder om huvudstaden Mexico City. Colonia San Sebastián ligger 1 689 meter över havet och antalet invånare är 191.
Terrängen runt Colonia San Sebastián är huvudsakligen kuperad, men österut är den bergig. Runt Colonia San Sebastián är det ganska tätbefolkat, med 86 invånare per kvadratkilometer. Närmaste större samhälle är Tlapa de Comonfort, 7,6 km norr om Colonia San Sebastián. I omgivningarna runt Colonia San Sebastián växer huvudsakligen savannskog.